# Комсомолец (Оренбургская область)
Комсомо́лец — посёлок в Красногвардейском районе Оренбургской области. Входит в состав Токского сельсовета.

## География
Посёлок находится на расстоянии примерно 13 км к юго-западу от села Плешаново, административного центра района.

### Часовой пояс
Посёлок Комсомолец, как и вся Оренбургская область, находится в часовой зоне МСК+2. Смещение применяемого времени относительно UTC составляет +5:00.

## Население
| 2010 |
| ---- |
| 16   |

### Национальный состав
Согласно результатам переписи 2002 года, в национальной структуре населения русские составляли 75 % из 69 чел.

## Улицы
В посёлке имеется одна улица: Центральная. 